# Красная книга Молдовы

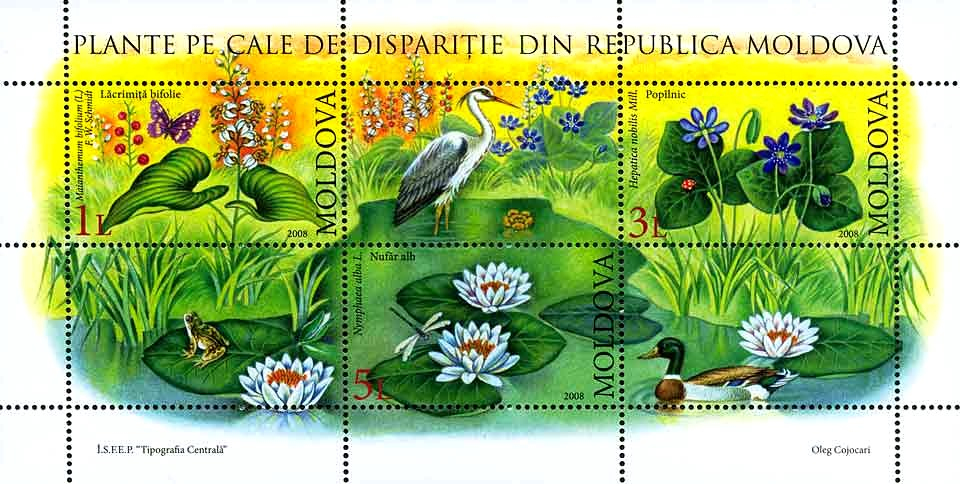
Исчезающие виды растений: Майник двулистный, Печёночница благородная, Кувшинка белая. Сувенирный листок Молдавии, 2008 г.

«Красная книга Молдовы » (рум. Cartea Roșie a Republicii Moldova) — аннотированный список редких и находящихся под угрозой исчезновения в Молдавии животных, растений и грибов.
В 3 издание Красной книги Молдовы включены 427 видов:
- 208 видов растений и грибов:
  - покрытосеменные — 81
  - голосеменные — 1
  - папоротниковидные — 9
  - моховидные — 15
  - лишайники — 16
- 219 видов животных:
  - млекопитающие — 30 видов
  - птицы — 74 вида
  - пресмыкающиеся — 9 видов
  - земноводные — 9 видов
  - рыбы — 23 вида
  - круглоротые — 1 вид
  - насекомые — 80 видов
  - ракообразные — 1 вид
  - моллюски — 3 вида

## История
Вопрос об охране редких животных в общегосударственном масштабе на территории стран, входивших в состав СССР, стал подниматься лишь в 1970-х годах. Издание «Красной книги Молдавии», тогда ещё как республики в составе СССР, было учреждено Советом министров Молдавской ССР в марте 1976 года и выпущено в 1978 году. В Красную книгу Молдавской ССР было включено 29 видов животных (4 пресмыкающихся, 8 видов млекопитающих, 17 птиц) и 26 видов растений. Насекомые, как и другие беспозвоночные, в книгу не вошли. Первая же самостоятельная редакция «Красной книги Молдавии» была принята в 2001 году, а опубликована в 2002 году. В ней уже насчитывалось 126 видов растений и 116 исчезающих видов животных, включая 1 вид земноводных, 12 видов лучепёрых рыб, 1 вид миног, 37 видов насекомых, 39 видов птиц, 3 вида моллюсков, 1 вид ракообразных, 14 видов млекопитающих и 8 видов пресмыкающихся. В 2015 году была издана третья редакция «Красной книги Молдавии», включающая уже 9 видов земноводных, 23 вида лучепёрых рыб, 1 вид миног, 80 видов насекомых, 31 вида млекопитающих, 74 вида птиц и 9 видов пресмыкающихся.

## Некоторые растения из Красной книги Молдавии
| Вид (русское название)          | Вид (латинское наименование)                                                                           | Род              |
| ------------------------------- | --- | ---------------- |
| Ольха чёрная, или ольха клейкая | Alnus glutinosa (L.) Gaertn. (Betulaceae)                                                              | Ольха            |
| Ольха серая                     | Alnus incana (L.) Moench (Betulaceae)                                                                  | Ольха            |
| Астрагал шерстистоцветковый     | Astragalus dasyanthus Pall. (Fabaceae)                                                                 | Астрагал         |
| Брандушка разноцветная          | Bulbocodium versicolor (Ker Gawl.) Spreng. (Melanthiaceae)                                             | Брандушка        |
| Граб восточный                  | Carpinus orientalis Mill. (Betulaceae)                                                                 | Граб             |
| Василёк Анжелеску               | Centaurea angelescui Grint. (Asteraceae)                                                               | Василёк          |
| Василёк Тирке                   | Centaurea thirkei Sch., 12 видов лучепёрых рыб и 1 вид миногBip. (Asteraceae)                          | Василёк          |
| Пыльцеголовник крупноцветковый  | Cephalanthera damasonium (Mill.) Druce (Orchidaceae)                                                   | Пыльцеголовник   |
| Пыльцеголовник длиннолистный    | Cephalanthera longifolia (L.) Fritsch (Orchidaceae)                                                    | Пыльцеголовник   |
| Колхикум Фомина                 | Colchicum fominii Bordz. (Melanthiaceae)                                                               | Безвременник     |
| Колхикум трёхлистный            | Colchicum triphyllum G.Kunze = Colchicum ancyrense B.L.Burtt (Melanthiaceae)                           | Безвременник     |
| Катран татарский                | Crambe tataria Sebeók (Brassicaceae)                                                                   | Катран           |
| Боярышник пятипестичный         | Crataegus pentagyna Waldst. et Kit. (Rosaceae)                                                         | Боярышник        |
| Венерин башмачок настоящий      | Cypripedium calceolus L. (Orchidaceae)                                                                 | Венерин башмачок |
| Живокость расщеплённая          | Delphinium fissum Waldst. et Kit. (Ranunculaceae)                                                      | Живокость        |
| Зубница железистая              | Dentaria glandulosa Waldst. et Kit. (Brassicaceae)                                                     | Зубница          |
| Ясенец голостолбиковый          | Dictamnus gymnostylis Stev. (Rutaceae)                                                                 | Ясенец           |
| Наперстянка шерстистая          | Digitalis lanata Ehrh. (Scrophulariaceae)                                                              | Наперстянка      |
| Щитовник картузианский          | Dryopteris carthusiana (Vill.) H.P.Fuchs (Dryopteridaceae)                                             | Щитовник         |
| Бересклет карликовый            | Euonymus nana Bieb. (Celastraceae)                                                                     | Бересклет        |
| Подснежник белоснежный          | Galanthus nivalis L. (Amaryllidaceae)                                                                  | Подснежник       |
| Печёночница благородная         | Hepatica nobilis Mill. (Ranunculáceae)                                                                 | Печёночница      |
| Дрок красильный                 | Genista tinctoria L. (Fabaceae)                                                                        | Дрок             |
| Шпажник черепитчатый            | Gladiolus imbricatus L. (Iridaceae)                                                                    | Шпажник          |
| Голосемянник одесский           | Gymnospermium odessanum (DC.) Takht. (Berberidaceae)                                                   | Голосемянник     |
| Белоцветник летний              | Leucojum aestivum L. (Amaryllidaceae)                                                                  | Белоцветник      |
| Лунник оживающий                | Lunaria rediviva L. (Brassicaceae)                                                                     | Лунник           |
| Нектароскордий болгарский       | Nectaroscordum bulgaricum Janka = Nectaroscordum dioscoridis (Sibth. et Smith) Stank, (Alliaceae)      | Нектароскордий   |
| Кубышка жёлтая                  | Nuphar lutea (L.) Smith. (Nymphaeaceae)                                                                | Кубышка          |
| Кувшинка белая                  | Nymphaea alba L. (Nymphaeaceae)                                                                        | Кувшинка         |
| Ужовник обыкновенный            | Ophioglossum vulgatum L. (Ophioglossaceae)                                                             | Ужовник          |
| Ятрышник болотный               | Orchis palustris Jacq. (Orchidaceae)                                                                   | Ятрышник         |
| Пион иноземный                  | Paeonia peregrina Mill. (Paeoniaceae)                                                                  | Пион             |
| Листовик сколопендровый         | Phyllitis scolopendrium (L.) Newm. (Aspleniaceae)                                                      | Листовик         |
| Прострел крупный                | Pulsatilla grandis Wender. (Ranunculaceae)                                                             | Прострел         |
| Груша лохолистная               | Pyrus elaeagrifolia Pall. (Rosaceae)                                                                   | Груша            |
| Шиверекия подольская            | Schivereckia podolica (Bess.) Andrz. ex DC. (Brassicaceae)                                             | Шиверекия        |
| Молодило русское                | Sempervivum ruthenicum Schnittsp. et C.B.Lehm. (Crassulaceae)                                          | Молодило         |
| Майник двулистный               | Maiаnthemum bifоlium (L.) F.W.Schmid. (Asparagaceae)                                                   | Майник           |
| Рябина домашняя                 | Sorbus domestica L. (Rosaceae)                                                                         | Рябина           |
| Стеммаканта серпуховидная       | Stemmacantha serratuloides (Georgi) M.Dittrich = Rhaponticum serratuloides (Georgi) Bobr. (Asteraceae) | Стеммаканта      |
| Штернбергия колхикоцветная      | Sternbergia colchiciflora Waldst. et Kit. (Amaryllidaceae)                                             | Штернбергия      |
| Рогульник плавающий             | Trapa natans L. (Trapaceae)                                                                            | Рогульник        |
| Виноград лесной                 | Vitis sylvestris C.C.Gmel. (Vitaceae)                                                                  | Виноград         |

## Млекопитающие из Красной книги Молдавии
| Изображение | Вид (русское название)       | Вид (латинское наименование)               | Род         |
| ----------- | ---------------------------- | ------------------------------------------ | ----------- |
|             | Среднеевропейский лесной кот | Felis silvestris silvestris Schreber, 1775 | Кошки       |
|             | Выдра                        | Lutra lutra Linnaeus, 1758                 | Выдры       |
|             | Горностай                    | Mustela erminea Linnaeus, 1758             | Хорьки      |
|             | Лесная куница                | Martes martes Linnaeus, 1758               | Куницы      |
|             | Степной хорёк                | Mustela eversmanni Lesson, 1827            | Хорьки      |
|             | Европейская норка            | Mustela lutreola Linnaeus, 1761            | Хорьки      |
|             | Зубр                         | Bison bonasus Linnaeus, 1758               | Бизоны      |
|             | Подковонос Мегели            | Rhinolophus mehelyi Matschie, 1910         | Подковоносы |
|             | Европейский суслик           | Spermophilus citellus Linnaeus, 1766       | Суслики     |
|             | Буковинский слепыш           | Spalax graecus Nehring, 1898               | Слепыши     |

## Земноводные из Красной книги Молдавии
| Изображение | Вид (русское название)  | Вид (латинское наименование)                | Род            |
| ----------- | ----------------------- | ------------------------------------------- | -------------- |
|             | Обыкновенная жаба       | Bufo bufo Linnaeus, 1758                    | Жабы           |
|             | Обыкновенная квакша     | Hyla arborea Linnaeus, 1758                 | Квакши (род)   |
|             | Желтобрюхая жерлянка    | Bombina variegata Linnaeus, 1758            | Жерлянка (род) |
|             | Краснобрюхая жерлянка   | Bombina bombina Linnaeus, 1761              | Жерлянки (род) |
|             | Прыткая лягушка         | Rana dalmatina Fitzinger in Bonaparte, 1839 | Бурые лягушки  |
|             | Травяная лягушка        | Rana temporaria Linnaeus, 1758              | Бурые лягушки  |
|             | Обыкновенная чесночница | Pelobates fuscus Linnaeus, 1768             | Чесночницы     |
|             | Тритон гребенчатый      | Triturus cristatus Laurenti, 1768           | Тритоны (род)  |
|             | Тритон обыкновенный     | Lissotriton vulgaris Linnaeus, 1758         | Малые тритоны  |

## Пресмыкающиеся из Красной книги Молдавии
| Изображение | Вид (русское название)        | Вид (латинское наименование)       | Род               |
| ----------- | ----------------------------- | ---------------------------------- | ----------------- |
|             | Европейская болотная черепаха | Emys orbicularis Linnaeus, 1758    | Болотные черепахи |
|             | Гадюка обыкновенная           | Vipera berus Linnaeus, 1758        | Настоящие гадюки  |
|             | Гадюка степная                | Vipera renardi Christoph, 1861     | Настоящие гадюки  |
|             | Обыкновенная медянка          | Coronella austriaca Laurenti, 1768 | Медянки           |
|             | Каспийский полоз              | Dolichophis caspius Gmelin, 1789   | Dolichophis       |
|             | Палласов полоз                | Elaphe sauromates Pallas, 1811     | Лазающие полозы   |
|             | Эскулапов полоз               | Zamenis longissimus Laurenti, 1768 | Zamenis           |
|             | Крымская ящерица              | Podarcis tauricus Pallas, 1814     | Стенные ящерицы   |
|             | Разноцветная ящурка           | Eremias arguta Pallas, 1773        | Ящурки            |